# Jacobo Siruela
Jacobo Fitz-James Stuart Martínez de Irujo, comte de Siruela, o simplement Jacobo Siruela (Madrid, 15 de juliol de 1954), és un editor i dissenyador gràfic español.

## Biografia
Fou el tercer fill de la xviii duquessa d'Alba de Tormes Cayetana Fitz-James Stuart i de Luis Martínez de Irujo i Artázcoz. Va estudiar Filosofia i Lletres en la Universitat Autònoma de Madrid.
El 1982, amb 26 anys, funda l'editorial Siruela i comença publicant una col·lecció de les novel·les més importants del cicle artúric. Un any més tard, edita la Biblioteca de Babel, per després editar la seva pròpia col·lecció de literatura fantàstica, El Ojo sin Párpado. I continua amb altres col·leccions emblemàtiques com Libros del Tiempo, El árbol del Paraíso, La Biblioteca Azul, Biblioteca Medieval o Las Tres Edades, entre moltes altres. El 2004 guanya el Premio Nacional a la Mejor Labor Editorial del Ministeri de Cultura i també el Premio Daniel Gil de Diseño Editorial. Aquell any, el 2000, Siruela ven l'editorial però continua com a director editorial fins al 2005. És llavors quan funda Atalanta, juntament amb la seva dona Inka Martí.
El 2010 escriu El mundo bajo los párpados, un assaig sobre el món oníric que el va situar a les llistes dels millors llibres del 2010.
Jacobo Siruela viu amb la seva família a Can Pou a Vilaür, Girona.